# Abaka-chan
Abaka-chan albo mong. Abaga (ur. 1234 w Mongolii, zm. 1 kwietnia 1282) – władca z dynastii Ilchanidów, panujący w latach 1265-1282.

## Rodzina
Był synem Hulagu-chana i Dokuz-chatun. Początkowo sprawował godność namiestnika w Turkiestanie. Formalnie objął tron ilchana dopiero w czerwcu 1265, cztery miesiące po śmierci swego ojca. Zawdzięczał to wsparciu matki Dokuz-chatun, która zmarła w lecie tego samego roku. W początkach panowania Abaka żył stale w obawie przed swymi kuzynami ze Złotej Ordy, którzy wiosną następnego roku wtargnęli na jego terytorium (lato 1266). Abaga, podobnie jak jego ojciec Hulagu-chan, był eklektycznym szamanistą, ale do chrześcijaństwa odnosił się ze szczerą sympatią. Jego żoną została córka Michała VIII Paleologa – Maria Paleologini (Despina Chatun). Pierwotnie jej mężem miał zostać Hulagu-chan. Bizantyńska księżniczka przybyła do Persji jednak dopiero w chwili przejęcia władzy przez Abakę. Małżeństwo doprowadziło do sojuszu Bizancjum z państwem Mongołów w Persji.

## Stosunki z krzyżowcami i z Zachodem
Wieści o życzliwym stosunku ilchana do chrześcijan skłoniły króla Aragonii Jakuba I, w porozumieniu z papieżem Klemensem IV, do wysłania w 1267 roku Jakuba Alaryka z Perignan z misją do Abaki, aby powiadomić go o przygotowaniach Aragończyków i króla Francji Ludwika IX do krucjaty i zaproponować zawarcie przymierza wojskowego. Abaka był wszakże wtedy tak zaabsorbowany wojną ze Złotą Ordą, że poprzestał tylko na ogólnikowych obietnicach. Dowodem jego trudności w okazaniu realnej pomocy jest fakt, że w następnym roku nie udało mu się uratować Antiochii przed egipskimi mamelukami (1268). Niebawem musiał stoczyć nową wojnę, tym razem ze spokrewnionymi z nim potomkami Czagataja, którzy w 1270 roku dokonali inwazji na wschodnie prowincje jego państwa i których wyparł dopiero po morderczej bitwie w okolicy Heratu. Przez następne dwa lata wysiłki Abaki koncentrowały się na przywróceniu linii komunikacyjnych z Chinami, gdzie rezydował jego stryj i suzeren, wielki chan Kubilaj. Niemniej jednak w 1270 roku, po zwycięstwie pod Heratem, Abaka napisał list do króla Ludwika IX, zobowiązując się do udzielenia pomocy wojskowej natychmiast po wkroczeniu armii krzyżowej do Palestyny. Tymczasem zamiast do Ziemi Świętej krucjata francuska udała się do Tunisu. Niewiele lepiej powiodło się księciu angielskiemu Edwardowi w szukaniu sojuszu z Mongołami. Natychmiast po przybyciu do Akki w 1271 wysłał do ilchana poselstwo. Abaka obiecał maksymalną pomoc, na jaką w tych warunkach będzie go stać. W połowie października 1271 Abaka wysłał korpus jazdy mongolskiej w sile dziesięciu tysięcy ludzi do Syrii. Mongołowie zadali klęskę oddziałom turkmeńskim, które osłaniały Aleppo. Mamelucka załoga Aleppo ratowała się ucieczką do Hamy. Następnie jazda mongolska poszła dalej, docierając przez Aleppo do Ma’arrat an-Numanu i Apamei. Mongołowie natychmiast zawrócili. Wojsko mongolskie było zbyt słabe, by zmierzyć się z całą armią mamelucką, w dodatku zaś tureccy wasale Mongołów w Anatolii zaczęli się burzyć. Obładowani łupami Mongołowie wycofali się za Eufrat. Próba zdobycia Syrii i pomocy krzyżowcom nie powiodła się. Abaka, świadom grożącego niebezpieczeństwa ze strony mameluków i Złotej Ordy pragnął zawarcia ścisłego przymierza z Zachodem. W 1273 roku wysłał do Akki pismo, zaadresowane do Edwarda angielskiego, z zapytaniem, kiedy może spodziewać się przybycia armii krzyżowej. Do Europy dostarczył je pewien dominikanin, Dawid, kapelan patriarchy Tomasza z Lentini. Edward odpowiedział chanowi w tonie bardzo serdecznym, ale z żalem stwierdził, że ani on, ani papież nie podjęli jeszcze żadnych decyzji, w jakim terminie będą mogli wysłać na Wschód ekspedycję zbrojną. Już w następnym roku przybyli do Lyonu podczas obrad soboru posłowie mongolscy, a dwóch z nich przyjęło przy tej okazji chrzest katolicki z rąk kardynała-biskupa Ostii, przyszłego Innocentego V. Odpowiedzi, które otrzymali od papieża i Kurii papieskiej, były i tym razem przyjazne, ale ogólnikowe. W jesieni 1276 ilchan podjął jeszcze jedną próbę. Do Italii przybyło dwóch Gruzinów, bracia Jan i Jakub Waseli, w celu złożenia wizyty papieżowi oraz odwiedzenia dworów królewskich we Francji i Anglii. Doręczyli oni Edwardowi I osobisty list od Abaki, w którym chan usprawiedliwiał się z niedostatecznej pomocy okazanej chrześcijanom w 1271 roku. Żadne z tych posunięć dyplomatycznych Abaki nie przyniosło efektu.

## Bilans panowania
Panowanie Abaki było czasem konsolidacji państwa mongolskiego w Persji. Budowano instytucje, to czas pewnej stabilizacji. Od samego początku administracja była zdominowana przez muzułmanów, a na pierwsze miejsce wysunęła się rodzina Dżuwajnich, na czele z Szams ad-Din Muhammadem, który był kolejno ministrem i wezyrem, jego zaś dwaj synowie sprawowali urzędy gubernatorów prowincji. Brak podbojów nie oznaczał jednak pokoju. W roku 1270 na ilchanat uderzył władca Chanatu Czagataja Barak, który dotarł aż do Heratu, gdzie jednak został pokonany w czerwcu tego roku. W odwecie w latach 1272-1273 Abaka wdarł się na tereny Czagataidów i zburzył Bucharę, która jeszcze kilka lat po jego najeździe była niezamieszkana. Mongołowie urządzali czasem rajdy w głąb mameluckich posiadłości, jednak do zmasowanej inwazji na Syrię doszło dopiero w roku 1281, kiedy brat Abaki Möngke Temür przegrał bitwę pod Himsem.

## Następstwo tronu
Po śmierci Abaki koczownicza arystokracja spierała się, czy ilchanem ma zostać jego brat, Ahmad Tokudar (1282-1284), czy syn, Argun (1284-1291). Początkowo większość opowiedziała się po stronie Ahmada, jednak stracił on poparcie wśród mongolskiej arystokracji, kiedy jako muzułmanin zaczął otwarcie popierać islam. Ostatecznie Argun pokonał go i zabił.